# Inia
Inia és un gènere de dofí de riu que conté entre una i tres espècies. El gènere fou descrit per Alcide d'Orbigny el 1834, quan es reconegué que Delphinus geoffrensis, descrit per Henri Marie Ducrotay de Blainville el 1817, formava un tàxon distint. Una classificació publicada el 1998 només hi incloïa l'espècie I. geoffrensis, amb tres subespècies diferents. Gran part de la comunitat científica acceptà aquesta classificació monotípica, igual que ho feu la UICN.